# Duets II (álbum de Frank Sinatra)
Duets II es el 59.º y último álbum de estudio del cantante estadounidense Frank Sinatra. Fue lanzado en 1994, y fue la secuela del disco Duets del año anterior.

## Reseña
Phil Ramone produjo el álbum y artistas invitados de varios géneros contribuyeron con sus partes de dúo a las voces ya grabadas de Sinatra. 
El álbum ganó el Premio Grammy de 1996 a la Mejor Interpretación Vocal Pop Tradicional.
Estas serían las últimas grabaciones de estudio hechas por Sinatra, quien había comenzado su carrera cincuenta y cinco años antes.

## Canciones del disco
| N.º | Título                                                                        | Duración |  |
| 1.  | «For Once in My Life» (con Gladys Knight y Stevie Wonder)                     | 3:18     |  |
| 2.  | «Come Fly with Me» (con Luis Miguel)                                          | 4:17     |  |
| 3.  | «Bewitched, Bothered and Bewildered» (con Patti LaBelle)                      | 3:31     |  |
| 4.  | «The Best Is Yet to Come» (con Jon Secada)                                    | 3:12     |  |
| 5.  | «Moonlight in Vermont» (con Linda Ronstadt)                                   | 4:07     |  |
| 6.  | «Fly Me to the Moon» (con Antônio Carlos Jobim)                               | 3:06     |  |
| 7.  | «Luck Be a Lady» (con Chrissie Hynde)                                         | 5:17     |  |
| 8.  | «A Foggy Day» (con Willie Nelson)                                             | 2:24     |  |
| 9.  | «Where or When» (con Steve Lawrence y Eydie Gormé)                            | 3:53     |  |
| 10. | «Embraceable You» (con Lena Horne)                                            | 3:45     |  |
| 11. | «Mack the Knife» (con Jimmy Buffett)                                          | 4:26     |  |
| 12. | «How Do You Keep the Music Playing? / My Funny Valentine» (con Lorrie Morgan) | 3:58     |  |
| 13. | «My Kind of Town» (con Frank Sinatra Jr.)                                     | 2:33     |  |
| 14. | «The House I Live In» (con Neil Diamond)                                      | 4:14     |  |